# Nicolas Peifer
Nicolas Peifer (* 18. Oktober 1990 in Saargemünd) ist ein französischer Rollstuhltennisspieler.

## Karriere
Nicolas Peifer begann im Alter von 10 Jahren mit dem Rollstuhltennis und startet seitdem in der Klasse der Paraplegiker.
Bei seiner ersten Teilnahme an Paralympischen Spielen im Jahr 2008 erreichte er im Einzel das Achtelfinale, wo er Stefan Olsson unterlag. Im Doppel schied er ebenfalls im Achtelfinale aus. 2012 in London gewann er die Silbermedaille im Doppel. Im Endspiel unterlagen er und sein Partner Frédéric Cattaneo gegen Stefan Olsson und Peter Vikström. Im Einzel kam er erneut nicht über das Achtelfinale hinaus, dieses Mal unterlag er Joachim Gérard. Bei den Spielen 2016 in Rio de Janeiro schied Peifer gegen Alfie Hewett zum wiederholten Male im Achtelfinale der Einzelkonkurrenz aus. In der Doppelkonkurrenz gewann er dagegen mit Stéphane Houdet die Goldmedaille. Im Finale besiegten sie Alfie Hewett und Gordon Reid in drei Sätzen.
Beim Wheelchair Tennis Masters stand er im Einzel und Doppel bislang jeweils einmal im Finale. 2013 unterlag er im Doppel, 2014 verlor er das Einzelfinale gegen Shingo Kunieda. Bei Grand-Slam-Turnieren sammelte er bereits fünf Titel im Doppel. Er gewann 2011 sowohl die French Open als auch die US Open. 2015 folgte der Titelgewinn in Wimbledon. Bei den Australian Open siegte er 2016, ebenso 2017 bei den French Open. Im Einzel stehen Finaleinzüge bei den Australian Open, den French Open und den US Open zu Buche, ein Titelgewinn gelang ihm jedoch nicht.
In der Weltrangliste erreichte er seine besten Platzierungen jeweils mit Rang zwei im Einzel im August 2013 sowie mit Rang zwei im Doppel im November 2016.